# 白道之战
白道之战，隋文帝开皇三年（583年）四月，在隋军抗击突厥汗国战争中，隋朝卫王杨爽率军在白道（今内蒙古呼和浩特市西北）地区，击败沙钵略可汗军的作战。
沙钵略可汗乘隋朝新立，多次攻掠隋边。隋文帝在583年四月，命杨爽为行军元帅，节度诸军，分道反击突厥。杨爽督行军总管李充等四将，率步骑兵数万，由朔州（治今山西朔州市）出塞北进，主攻沙钵略军。四月十二日，隋军在白道与沙钵略军遭遇，李充献计，乘沙钵略多次胜利轻我无备，以兵突袭，定能获胜。诸将多有疑虑，唯长史李彻同意。杨爽于是采纳李充建议，以李充与李彻率骑五千，出其不意，大破沙鉢略军，俘千余人。沙钵略丢弃金甲，潜入草丛逃跑。当时突厥军中缺食，以骨粉为粮，又加疾疫流行，死亡甚众。